# شهلا و نسرین کعبی
شهلا کعبی و نسرین (فرشته) کعبی دو خواهر کرد اهل سقز بودند که به پرستاری اشتغال داشتند. خواهران کعبی به اتهام «شرکت در درگیری‌های کردستان» و «همکاری با افراد مهاجم» و «مداوای ضدانقلاب در بیمارستان سقز» به دستور صادق خلخالی اعدام شدند. شهلا در هنگام اعدام ۳۴ و نسرین ۲۹ سال داشت.

## دستگیری

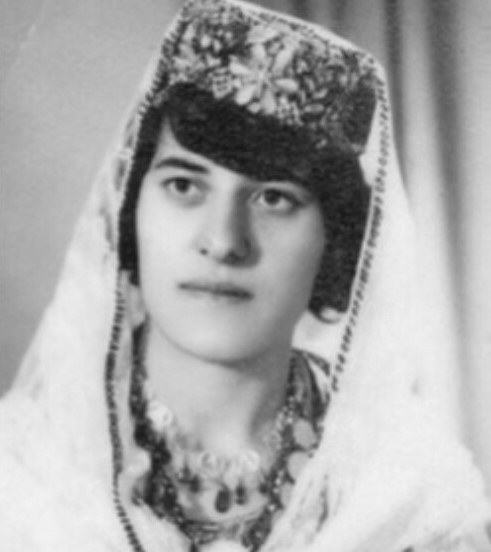
شهلا کعبی در لباس سنتی کردستان

شهلا و نسرین کعبی در شهریور ۱۳۵۸ دستگیر و به ترتیب به قزوین و کرمان تبعید شدند، اما در  پاییز بعد از آنکه مذاکراتی میان نمایندگان دولت و «هیئت نمایندگی خلق کرد» انجام شد، به همراه دیگر تبعید شدگان به کردستان بازگشتند. با این حال در ۲۴ خرداد ۱۳۵۹ به دنبال اشغال  بیشتر شهرهای کردستان از جمله سقز در اردیبهشت برای بار دوم دستگیر شدند و در زندانهای سقز، اوین، و سنندج دوران بازداشت خود را به مدت سه ماه گذراندند..

## اعدام
حکم اعدام خواهران کعبی در تاریخ ۵ شهریور ۱۳۵۹ شبانه در پادگان سنندج صادر شد. دادگاهی تشکیل نشد و دفاعی نیز صورت نگرفت. نزدیک سحر در ساعت ۴:۳۰، حکم اعدام در همان پادگان به اجرا درآمد. در رابطه با صحنهٔ اعدام خواهران کعبی، خانم کمانگر یکی از زندانیان حاضر در محل اعدام چنین نقل کرده‌است:
«زندانبان نسرین و خواهر بزرگترش شهلا را بدون هیج سؤال و جوابی از بند زندان بیرون می‌برد. دو خواهر با دستان بسته و در کنار هم پشت به دیوار می‌ایستند. پاسداری دو تکه پارچه سیاه رنگ را برای بستن چشمان این نفر می‌آورد. نسرین مخالفت می‌کند و چشم‌بند نمی‌خواهد. شهلا خواهر بزرگتر چشم‌بند را می‌پذیرد و در جواب خنده تحقیرآمیز پاسدار که «تو می‌ترسی، ها؟» می‌گوید البته که نه، فقط نمی‌خواهم شاهد مرگ خواهرم باشم. در این‌جا نسرین هم خواهان چشم‌بند می‌شود.»

## بازتاب اعدام
روزنامهٔ جمهوری اسلامی در خبر اعدام، اتهام شهلا و نسرین کعبی را «شرکت در درگیری‌های اخیر» و «همکاری با افراد مهاجم» عنوان کرده بود، اما خانوادهٔ آن‌ها بعداً اظهار داشتند که در هنگام بازداشت، مسئولان جرم آن‌ها را «مداوای ضدانقلاب در بیمارستان سقز» اعلام کرده بوده‌اند. نشریهٔ کومله در شمارهٔ ۹ شهریور ۱۳۸۰ خود یادنامه‌ای برای شهلا و نسرین کعبی چاپ کرد. علاوه بر این در «کتاب زندان» (ویراستاری ناصر مهاجر، جلد اول، صفحه ۱۸۹) نیز بخش مختصری به خواهران کعبی اختصاص داده شده‌است.

## سرنوشت خانوادهٔ کعبی
خانوادهٔ کعبی روز ۲۷ اسفند ۱۳۶۰ به همراه ۲۶ خانوادهٔ دیگر که فرزندان پیشمرگ داشتند، به اردوگاه شهید باهنر در فولادشهر اصفهان تبعید شدند. این خانواده‌ها پس از ۴ سال اجازه یافتند به کردستان بازگردند اما خانوادهٔ کعبی اقامت در سنندج مرکز استان را به بازگشت به سقز ترجیح داد.
چند سال بعد در تاریخ ۳۰ بهمن ۱۳۶۴، یکی از برادران شهلا و نسرین کعبی به نام صدیق کعبی پیشمرگ کومله که در هنگام اعدام آن دو، در زندان بود، در ۳۰ بهمن ۱۳۶۴ در درگیری مسلحانه با نیروهای جمهوری اسلامی  در روستای شمسه جان خود را از دست داد. برادر دیگر خانواده به نام محمد کعبی دو سال در زندان شاه زندانی شد و در دوران انقلاب آزاد شد. در دوران جمهوری اسلامی نیز  چندین بار به زندان افتاد و مدت زیادی را در زندان گذراند.